# Jean-Noël Diouf
Jean-Noël Diouf (* 1. Oktober 1946 in Diohine, Senegal) ist ein senegalesischer Geistlicher und emeritierter römisch-katholischer Bischof von Tambacounda.

## Leben
Jean-Noël Diouf empfing am 3. April 1972 das Sakrament der Priesterweihe.
Am 17. April 1989 ernannte ihn Papst Johannes Paul II. zum Bischof von Tambacounda. Der Erzbischof von Dakar, Hyacinthe Kardinal Thiandoum, spendete ihm am 12. November desselben Jahres die Bischofsweihe; Mitkonsekratoren waren der Bischof von Kaolack, Théodore-Adrien Sarr, und der Bischof von Saint-Louis du Sénégal, Pierre Sagna CSSp.
2005 wurde Jean-Noël Diouf zudem zum Vorsitzenden der Bischofskonferenz des Senegals, von Guinea-Bissau, Kap Verde und Mauretanien gewählt.
Papst Franziskus nahm am 5. August 2017 seinen Amtsverzicht an.